# Lokman Atakol
Lokman Atakol (* 30. Oktober 1984 in Midyat) ist ein türkischer Fußballtorhüter.

## Karriere
Atakol spielte für die Nachwuchsabteilung von Adana Yenibeygücü. 2003 unterschrieb er mit dem Istanbuler Drittligisten Maltepespor zwar einen Profivertrag, jedoch wurde sein Vertrag nach einer Woche wieder aufgelöst. Daraufhin spielte Atakol für die Amateurvereine Gazipaşa Belediyespor und Anadolu 19 Mayıs SK und startete seine Profikarriere 2007 beim Viertligisten Ceyhanspor. Für diesen Verein spielte er eine Saison lang. Anschließend spielte er eine Reihe von Dritt- und Viertligisten.
Zur Saison 2015/16 wechselte Atakol zum Zweitligisten Adana Demirspor. Nach einer halben Spielzeit kehrte er zu Eyüpspor zurück.

## Erfolge
Mit Eyüpspor
- Meister der TFF 3. Lig und Aufstieg in die TFF 2. Lig: 2014/15